# Björkfjärden

Björkfjärden (egentligen "Södra och Norra Björkfjärden") är Mälarens största fjärd. Fjärden har en area på 349 kvadratkilometer och största djupet ligger vid 54 meter. Vid gränsen mellan södra och norra Björkfjärden stöter Uppsala län, Stockholms län och Södermanlands län mot varandra.

## Norra Björkfjärden
I Håbo kommun ligger Fagerön som skiljer Ekolsundsviken från Björkfjärden, men det är inte den enda ön med detta namn i fjärden, den andra finns norr om Adelsön. En annan känd ö är Svalgarn som är sedan 1993 ett av Upplands-Bro kommuns naturreservat. I norra Björkfjärden ligger även Norra Björkfjärdens naturreservat som bildades 1968 och utvidgades 1995.

## Södra Björkfjärden
I norra delen ligger fjärdens mest kända öar, Kurön, Adelsön och Björkö, som var platsen för vikingastaden Birka. Söder om Björkö ligger holmen Midsommar samt Slandön. Från Södra Björkfjärden leder Södertäljeviken in mot Södertälje. I sydväst begränsas Södra Björkfjärden av halvön Enhörnalandet.

## Bilder

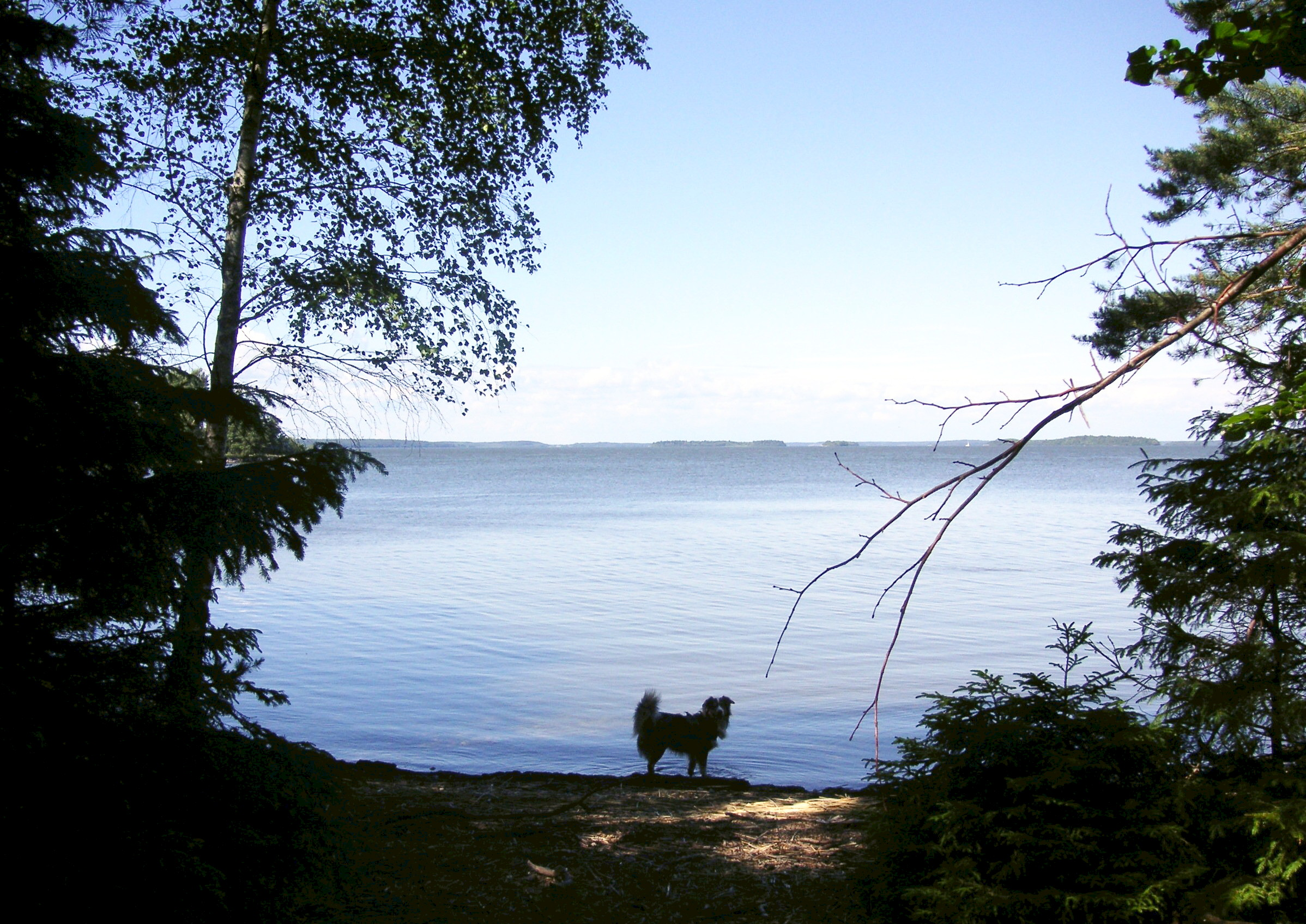
Norra Björkfjärden sedd norrut från norra spetsen av Adelsön
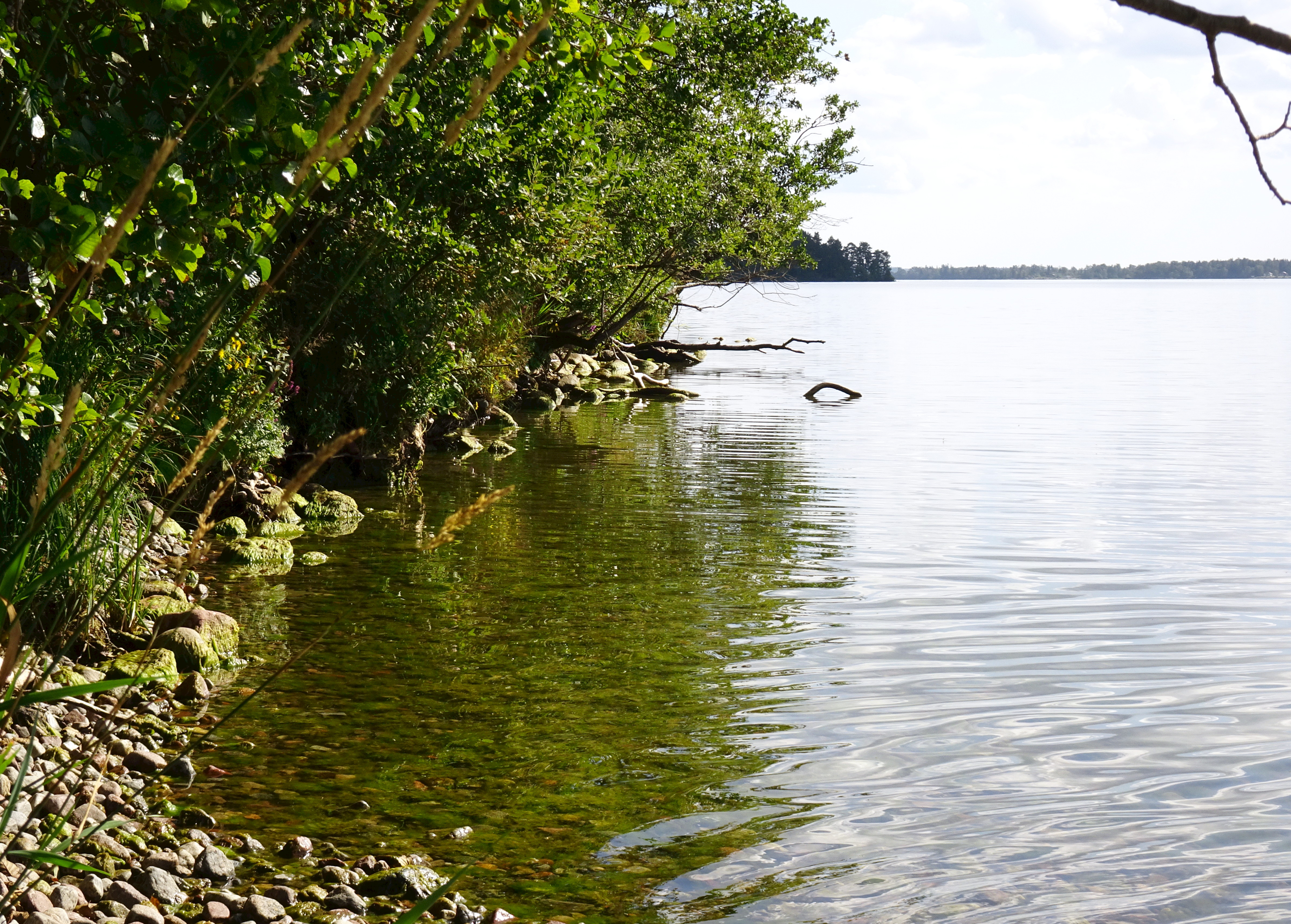
Norra Björkfjärden sedd söderut från Adelsö-Sättra naturreservat
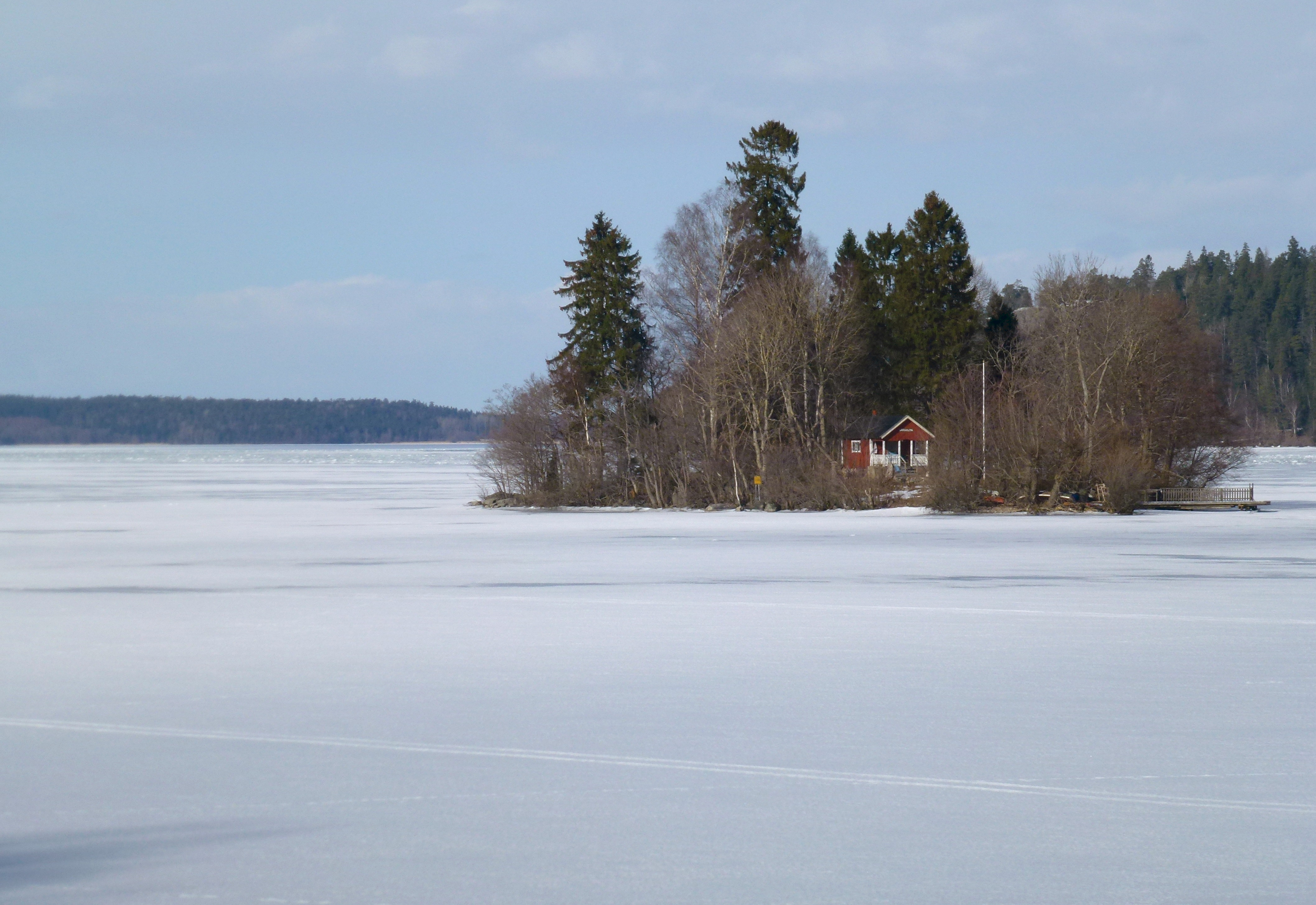
Södra Björkfjärden sedd norrut från Södertäljeviken
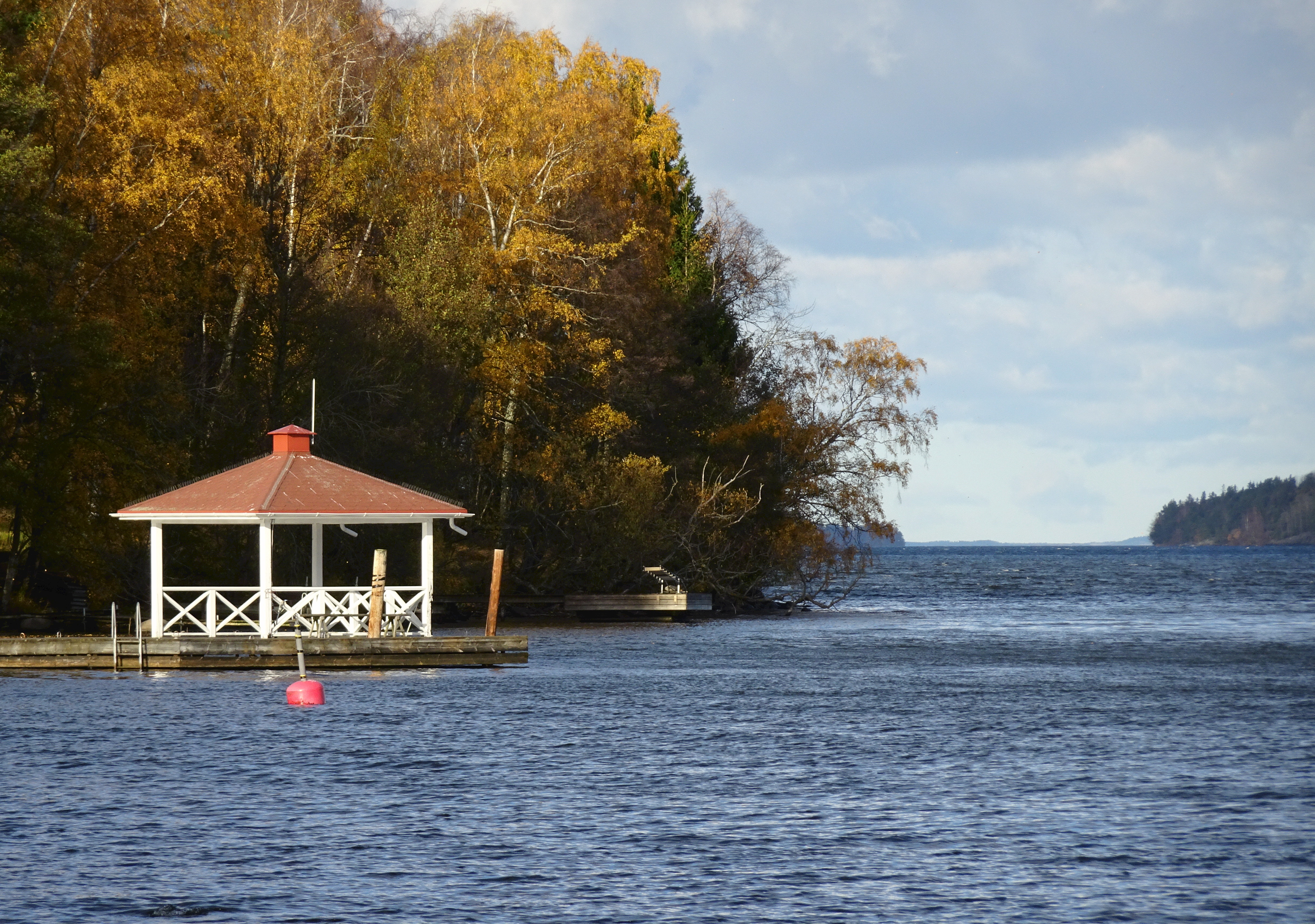
Södra Björkfjärden sedd norrut från Sandviken, Södertälje kommun
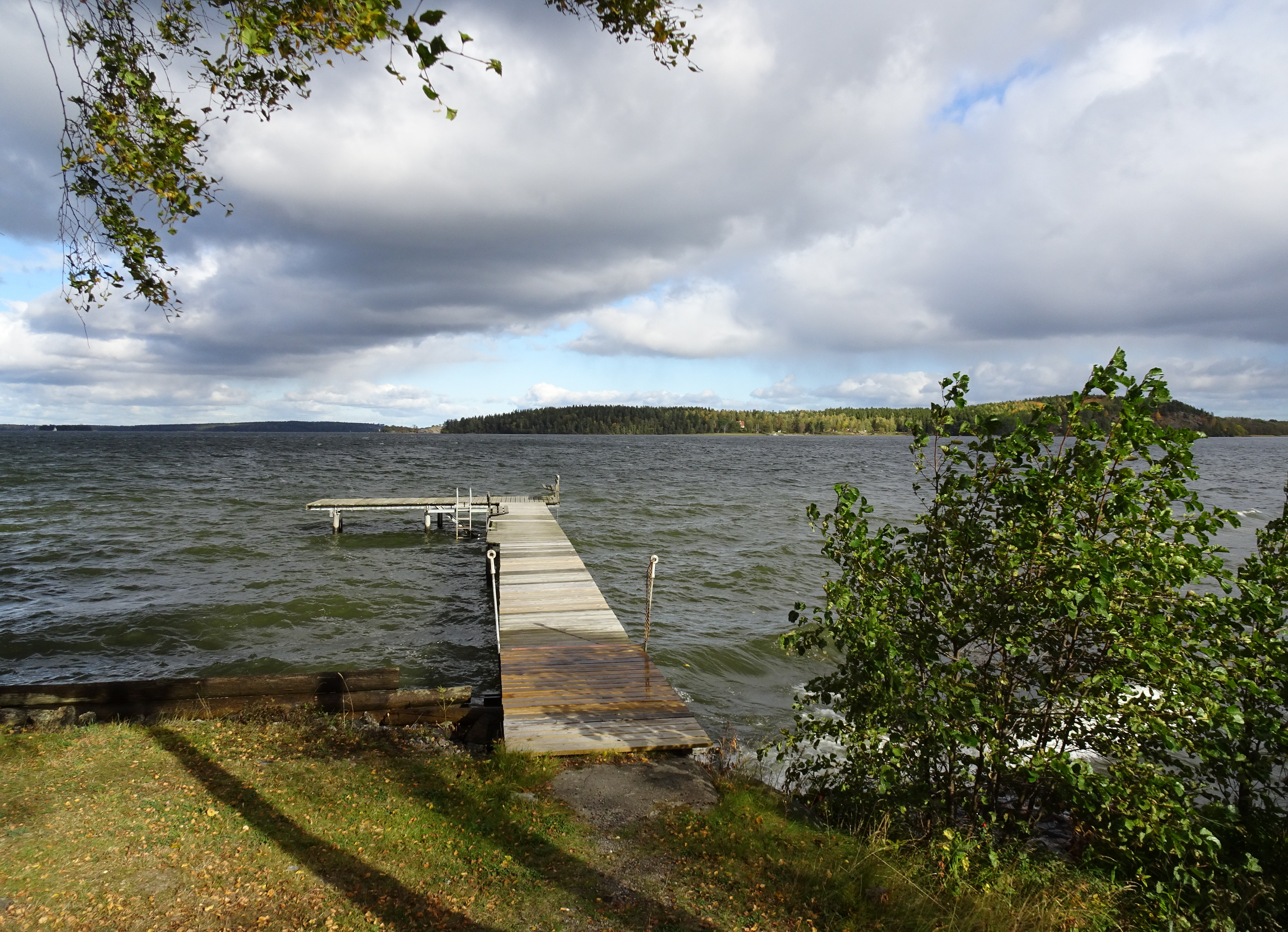
Södra Björkfjärden sedd österutt från Sandviken, Södertälje kommun